# Tony Abbott
Tony Abbott (anglès: "Tony" Abbott)  (General Lying-In Hospital, 4 de novembre de 1957) Anthony John «Tony» Abbott és un polític australià que va ser primer ministre d'Austràlia entre 2013 i 2015. Anteriorment va ser líder de l'oposició en el Parlament d'Austràlia, ministre de Salut i líder del Partit Liberal d'Austràlia.